# Die galvanische Kette mathematisch bearbeitet
Il Die galvanische Kette mathematisch bearbeitet è un trattato fisico-matematico composto tra il 1820 e il 1826 da Georg Simon Ohm e pubblicato nel 1827 a Berlino nel quale il fisico tedesco definisce i concetti di intensità di corrente e di forza elettromotrice e nel quale formula la legge di Ohm ricavata dopo anni di sperimentazioni sulla corrente elettrica.
Georg Ohm nel proprio trattato illustra il metodo di lavoro adoperato, le proprie osservazioni e le risposte cui giunse. In tal modo ha permesso ad altri scienziati di ripetere i suoi esperimenti verificando la legge che ha formulato. I suoi esperimenti consistevano nel creare un circuito elettrico in cui veniva inserito un basamento verticale di legno sul quale era disposta una serie di fili metallici paralleli di diverso materiale e di diversa lunghezza. Con il continuo passaggio di corrente, Ohm ha analizzato i singoli fili e il loro comportamento giungendo al concetto di resistenza ben espresso dalla sua legge.
Tale scoperta ha avuto enorme importanza non solo nel contesto accademico e sperimentale della fisica del XIX secolo, ma ha avuto grande eco nel successivo sviluppo dell'elettrologia teorica e applicata.